# Tricentrus hyalopterus
Tricentrus hyalopterus är en insektsart som beskrevs av Chou och Yuan. Tricentrus hyalopterus ingår i släktet Tricentrus och familjen hornstritar. Inga underarter finns listade i Catalogue of Life.